# Alvin Curran
Alvin Curran (Providence, 13 dicembre 1938) è un compositore statunitense, residente da molti anni in Italia.
È il cofondatore assieme a Frederic Rzewski, Allan Bryant e Richard Teitelbaum del gruppo di free improvisation romano Musica Elettronica Viva e un allievo di Elliott Carter. Nella sua musica fa spesso uso di elettronica e suoni recuperati dalla realtà.

## Biografia

### Gli studi ed il trasferimento a Roma
Nato da famiglia ebrea a Providence nello Stato di Rhode Island (USA), compie gli studi alla Università di Yale di New Haven negli USA, per poi trasferirsi a Roma nel 1964, dove diviene attivo nella Trastevere degli anni sessanta, iniziando una ricerca basata sulla registrazione di suoni concreti registrando e collezionando i suoni della quotidianità romana. È in questo periodo che stringe amicizia con il compositore Cornelius Cardew, per il quale svolge il lavoro di trascrittore musicale. Grazie a Cardew, che collaborava saltuariamente con il Gruppo di Improvvisazione Nuova Consonanza, Curran entra in contatto con Franco Evangelisti, figura che influenzò parte del suo lavoro successivo. Sempre in questo periodo, Curran conosce l'intellettuale e artista fiorentino Giuseppe Chiari, autore di spericolatezze sonore dal sapore Neo-Dada, e Giacinto Scelsi, già considerato allora uno dei maggiori compositori italiani. Frequenta poi le domeniche free jazz del Folkstudio di Harold Bradley e gli spettacoli del Beat '72 rimanendo entusiasta della scena romana, tanto che oggi la ricorda come un "ritrovarsi in un libro per bambini: ogni volta che giravi una pagina, scoprivi un personaggio nuovo. E non erano personaggi qualunque: al bar incontravi Fellini, Antonioni, Bertolucci (...). Conobbi gente come Julian Beck e Judith Malina del Living Theatre, e Robert Wilson, che spuntò dal nulla (...) Nam June Paik arrivò all'improvviso con Charlotte Moorman. Poi Earle Brown. Morton Feldman. Elliot Carter, Barbara Mayfield... Voglio dire, questo posto era in ebollizione!".

### 1966-1969: Musica Elettronica Viva
Nel 1966 Alvin Curran assieme a Frederic Rzewski, Allan Bryant e Richard Teitelbaum fonda il gruppo di free improvisation Musica Elettronica Viva, un gruppo configurato come un collettivo aperto che vede la collaborazione anche di musicisti come Carol Plantamura, Ivan Vandor, Steve Lacy e Jon Phetteplace.

### 1970-1980: DalGiardino MagneticoaiCanti illuminati
Il 1969 è segnato dall'abbandono temporaneo dei MEV, che perlopiù avevano fatto ritorno negli Stati Uniti. Il solo Alvin Curran decide di rimanere a Roma. Nello stesso anno, la scena romana, anche grazie al lavoro congiunto della Galleria L'Attico di Fabio Sargentini e di Simone Carella del solito Beat '72, entra in rapporto con la scena minimalista americana, e Curran ha l'occasione di stringere amicizia e scambiare opinioni con alcuni dei massimi esponenti di questo movimento. Ne scaturisce un percorso musicale nuovo, in cui le ispirazioni dei minimalisti americani vengono assorbite e rielaborate, dando vita a una serie di album e concerti che influenzano molto anche il successivo rock sperimentale italiano di autori come Franco Battiato o Claudio Rocchi.
Nel 1974 esce il suo primo disco solista dal titolo Canti E Vedute Del Giardino Magnetico prodotto col marchio Ananda, etichetta discografica creata da Roberto Laneri, Giacinto Scelsi e dallo stesso Curran. Il disco, che palesava l'avvicinamento dell'artista ad un immaginario meditativo tipico di un certo mondo Hippie, era il primo capitolo di una trilogia che vide in seguito la conclusione nei capitoli Fiori Chiari, Fiori Oscuri (Ananda, 1978) e Canti Illuminati (Fore, 1982). Negli anni successivi diverse furono le ristampe con il titolo Canti E Vedute Del Giardino Magnetico (Songs And Views From The Magnetic Garden) sempre su Ananda, per poi essere ristampato con il solo titolo inglese Songs and Views of the Magnetic Garden dalla Catalyst Records.
Ha insegnato al Mills College in California fino al 2006.

## Discografia

### Album
- Songs and Views of the Magnetic Garden (1974 Ananda, reissue 1993) Catalyst Records
- Fiori Chiari Fiori Oscuri (1975) Ananda No. 4
- The Works (1978) Fore
- Canti Illuminati (1980 Fore, reissue 2004) Fringes Recordings
- Natural History (1982) Editions Gianozzo
- Maritime Rites, ten environmental concerts produced for National Public Radio (1984, reissue 2004) New World Records
- Field It and Lenz (1985) Radio Art Foundation
- For Cornelius and Era Ora (1986), Ursula Oppens, Frederic Rzewski pianos, New Albion
- Electric Rags II (1989) New Albion Records, with Rova Saxophone Quartet
- Hyper Beatles (1990) Aki Takahashi piano, Toshiba-EMI/Angel
- Il Clarinetto (1992) David Keberle clarinet/Curran electronics, BMG Ariola
- Schtyx (1994) Abel Steinberg Winant Trio, with VSTO (string quartet) David Abel, Sharon Wood, Meg Tichener, Dina Weinschelbaum, CRI.
- Animal Behaviour (1995) Tzadik.
- Yvar Mikhashoff plays Alvin Curran: Piano Works (1995) Mode Records
- Theme Park (1998) Tzadik.
- Crystal Psalms (1999) New World Records
- riverrun: voicings/soundscapes (1999) Klaus Schöning, editor, WERGO
- The Things In Between (1999) Eve Egoyan, piano, Artifact
- Time Tracks (1999) Jeanne Golan, piano, Albany Records
- Apollo and Marsyas, Het Apollohuis 1980-1997: An anthology of new music concerts (2002) ACD
- Inner Cities (2003), Bruce Brubaker, piano, Arabesque Recordings
- Lost Marbles (2004) Tzadik.
- Our Ur (2004), with Domenico Sciajno, Rossbin Production
- ABO: Un Ritratto Sonoro (2004) Companion to the book, Lezione di boxe by Achille Bonita Oliva, Luca Sossella
- Vindobona Blues (2005) Kunstradio OR
- Toto Angelica (2005) I Dischi di Angelica.
- Hesitation-Tango (2005) Aki Takahashi, piano, Camerata
- Inner Cities (2005)  Daan Vandewalle., piano, Long Distance Records
- The Art of the Fluke (2007), with Cenk Ergün, TEAR Records
- Hope Street Tunnel Blues (2007) Bruce Brubaker, piano, Arabesque Recordings
- For Cornelius, Kees Wieringa, Do Records
- The Stroke That Kills (2008) Seth Josel, guitar, New World Records
- SOURCE, music of the avant garde: Source Records 1-6, 1968-1971 (2008), Pogus Productions
- Endangered Species (2010), ATOPOS Records
- Under the Fig Tree/The Magic Carpet (2010), Die Schachtel
- Alvin Curran: Solo Works - The '70s (2010), New World Records
- Il Bestiario (2012) sung by Maria Monti, Unseen Worlds Records
- Shofar Rags (2013), Tzadik

### Con i Musica Elettronica Viva
- 1967 - Spacecraft, registrato a Colonia da Bryant, Curran, Rzewski, Teitelbaum e Vandor
- 1990 - Unified Patchwork Theory, registrato a Zurigo da Curran, Rzewski, Teitelbaum, Steve Lacy, e Garrett List ristampato nel 2001 nel CD, "Spacecraft/Unified Patchwork Theory" (Alga Marghen, Plana-M 15NMN.038).
- 1969 - Friday, registrato a Londra da Curran, Rzewski, Teitelbaum, Franco Cataldi and Gunther Carius, ristampa nel 2008 (ALGA 073CD)
- 1969 - The Sound Pool, reissued 1998 (Spalax CD14969)
- 2005 - Apogee, (2xCD, Matchless Recordings, MRCD61) suonato assieme agli AMM.
- 2008 - MEV 40, registrazioni 1967-2007, pubblicate in un quadruplo CD dalla New World Records (CD80675)